# Despina Olympiou

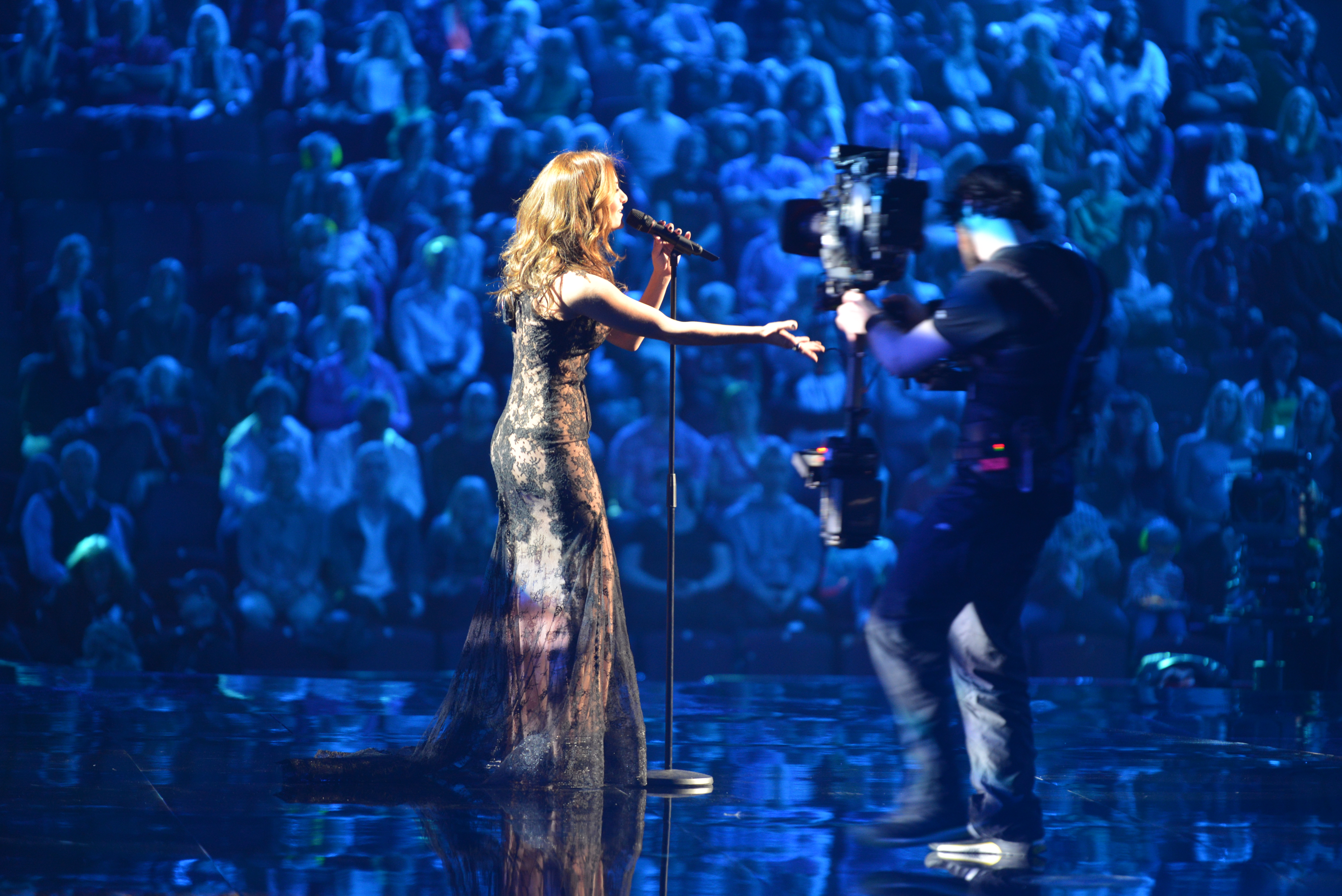
Despina Olympiou (2013)

Despina Olympiou (griechisch: Δέσποινα Ολυμπίου; * 17. Oktober 1975 in Limassol) ist eine zyprische Sängerin.

## Leben und Karriere
Sie studierte Klavier und Musiktheorie am Trinity College London. 1993 zog sie nach Athen und sang für Aufnahmen und Liveauftritten diverser Musiker. 2000 erschien ihr Debütalbum. Die Ballade Vale Mousiki, geschrieben von Michalis Hatzigiannis war 2003 ein großer Erfolg. Hatzigiannis blieb ihr als Komponist erhalten und schrieb noch weitere Stücke für sie.
Der zyprische Rundfunk CyBC wählte Olympiou intern zum Vertreter Zyperns beim Eurovision Song Contest 2013 in Malmö. Als Titel wurde die griechischsprachige Ballade An Me Thimase ausgewählt. Im Halbfinale erreichte sie Platz 15 von 16 und kam somit nicht ins Finale.
Ihre elf Punkte bekam sie von:
- Serbien – 3 Punkte
- Vereinigtes Königreich – 3 Punkte
- Belgien – 2 Punkte
- Estland – 2 Punkte
- Österreich – 1 Punkt.

## Diskografie

### Alben
- 2000: Ton Mation sou i Kalimera
- 2004: Exoume Logo
- 2005: Auto ine Agapi
- 2007: Mazi Horista
- 2009: Mia stigmi

### Live-Alben
- 2015: Anamesa Se Dio Bassa (Live at Half Note)

### Singles (Auswahl)
- 2004: Thymamai Osa Eiches Pei
- 2004: Na ’Soun Allios (mit Michalis Hatzigiannis)
- 2005: Kapote
- 2007: Pes to Dinata
- 2007: Mazi Xorista
- 2007: Paradisos (mit Michalis Hatzigiannis)
- 2008: Omorfa Psemata
- 2013: An me thimasai